# 기독교 희락주의
기독교 희락주의(Christian hedonism ) 혹은 '기쁨의 신학'이란 복음주의내에서 찾아 볼 수 있는 기독교 교리로서, 기독교 행복주의라는 용어로도 쓰여진다. 특별히 존 파이퍼와 같은 학자들이 개혁주의 전통안에서 이 용어를 사용하고 있다. 이 말은 베르나드 엘러(Vernard Eller)가 그 동일한 개념을 서술하기 위하여 낙신주의(hedonism)라고 사용했는데 개혁주의 침례교 목사 존 파이퍼가 그 개념에 근거한 책 <하나님을 기뻐하라>(Desiring God, 1986년 )에서  만들어냈다. 기독교 낙신주의란 우리가 하나님 안에서 가장 만족할 때 하나님은 최고로 영광을 받으시며 인간이 그를 즐거움으로 추구할 때 인간의 가장 깊고 영구적인 행복이 함께 온다는 사상이다. 조나단 에드워즈의 주장에서도 이런 사상이 있다. 파이퍼는 하나님을 알고 순종할 때 즐거움을 얻게된다는 것이 에드워즈의 중요한 교훈이라고 한다. 또 웨스트민스터 소요리문답서 1장에도 인간의 제일되는 목적이 하나님을 영화롭게 하며 영원토록 즐거워하는 것이라고 되어 있다.

## 내용주
1. ↑  Piper 1995.